# Daniel De Haene
Daniel De Haene (Brugge, 30 november 1830 - Veurne, 30 mei 1912) was een Belgische advocaat en burgemeester van de stad Veurne.

## Levensloop
De Haene was de zevende van de elf kinderen van meester-kleermaker Jan De Haene, gevestigd in de Steenstraat in Brugge.
Hij behaalde zijn doctoraat in de rechten in 1856, na studies aan de Katholieke Universiteit Leuven en aan de Rijksuniversiteit Gent. In Leuven was hij secretaris van het Taal- en letterlievend genootschap Met Tijd en Vlijt, voorgezeten door Jan Baptist David.
Gedurende enkele maanden was hij ingeschreven aan de Balie van Brugge, maar vestigde zich weldra in Veurne als advocaat-pleitbezorger. Hij trouwde in deze stad in 1863 met Eudoxie Dedeckere, dochter van de stadssecretaris van Diksmuide.
Leider geworden van de katholieke partij in Veurne, geraakte hij nauw betrokken bij de strijd tussen de liberale regering Frère Orban - Van Humbeeck en de katholieke gemeentebesturen. Zo verdedigde hij met succes de parochiegeestelijkheid in een 'klokkenkwestie' in Wulveringem. Hij werd toen een erkend specialist betreffende geschillen tussen gemeentebesturen en kerkbesturen, bijvoorbeeld over wie zeggingschap had betreffende het klokkengelui en wie de klokkenluider mocht benoemen.

## Burgemeester
In 1884 versloeg hij de liberale burgemeester van Veurne. Hij werd zelf burgemeester, een ambt dat hij tot aan zijn dood vervulde. Vanaf 1885 verliepen de vergaderingen van de gemeenteraad in het Nederlands.
Hij was een promotor van het restaureren van merkwaardige gebouwen en van nieuwbouw in neogotische stijl (bijvoorbeeld het stationsgebouw).

## Familie
Een van zijn broers was François De Haene (1833-1894). Hij en verschillende van zijn nazaten waren, tot op het einde van de twintigste eeuw, de officiële drukker van het bisdom Brugge.
Een zoon van Daniel De Haene, eveneens Daniel genoemd, was eerst advocaat en werd vervolgens procureur des Konings in Veurne. Na de Eerste Wereldoorlog werd hij koninklijk commissaris voor de verwoeste gewesten in het Veurnse.
Hij was een grootoom van Jean-Luc Dehaene, minister van Staat, voormalig premier en gewezen burgemeester van Vilvoorde.

## Publicatie
- De la sonnerie des cloches des églises. Régime légal des deux Flandres, Brugge, drukkerij De Haene, 1881.